# Rolando Fontan
Rolando Fontan (Transacqua, 29 settembre 1961) è un politico italiano.

## Biografia
Laureato in giurisprudenza a Bologna, ha lavorato come segretario comunale in differenti comuni del Trentino.
Ha iniziato la sua carriera politica avvicinandosi al partito indipendentista neo-costituito "Lega Nord".
Rolando Fontan è stato deputato dal 1994 al 2001, per due legislature. È stato membro della Commissione parlamentare per le riforme costituzionali (cosiddetta bicamerale).
Dal 1999 al 2001 è segretario della Lega Nord Trentino subentrando a Alessandro Savoi.
Il 24 febbraio 2001 il periodico Questotrentino nella pagella di parlamentare a lui dedicata scrisse, tra l'altro: "non è né un razzista né un naziskin; è peggio". Fontan, non rieletto, fece causa per diffamazione a Ettore Paris, direttore del periodico e autore dell'articolo, affermando tra l'altro che quello era in parte responsabile per la sua mancata elezione. Paris venne assolto e Fontan, appellatosi in Cassazione, fu condannato a pagare le spese del procedimento.
È stato incaricato del ruolo di commissario prefettizio del nuovo comune di Terre d'Adige, nato dalla fusione di Zambana e Nave San Rocco, a partire dal 1º gennaio 2019.